# Chrysochloris asiatica
El topo dorado del Cabo (Chrysochloris asiatica) es un pequeño mamífero insectívoro de la familia Chrysochloridae, los topos dorados. La especie es un insectívoro subterráneo solitario, confinado a las regiones costeras del suroeste y sur del Cabo en Sudáfrica. Cuando buscan pequeños invertebrados del suelo y lagartos pequeños, estos topos dorados excavan madrigueras superficiales utilizando su escudo nasal cónico y sus patas delanteras altamente modificadas. Las hembras son más pequeñas que los machos. Los topos dorados tienen un pelaje muy denso, suave y sedoso. Los pelajes son de color negruzco a gris pizarroso y de marrón a leonado pálido. También se ha observado que se aventuran en playas arenosas, presumiblemente para alimentarse de anfípodos e isópodos que allí se encuentran.

## Descripción
El topo dorado del Cabo es un pequeño representante del topo dorado con una fuerte variabilidad morfológica. La longitud de la cabeza y el torso varía de 9,4 a 11,5 cm,
 el peso corporal es de 34 a 60 g. Hasta ahora no se ha identificado ningún dimorfismo sexual notable , aunque los machos son en promedio ligeramente más grandes que las hembras. Como todos los topos dorados, el topo dorado del Cabo se caracteriza por un cuerpo en forma de huso, las orejas y la cola no son visibles desde el exterior. El pelaje del dorso tiene una variedad de colores, que van desde negruzco hasta gris pizarra o gris parduzco hasta gris oliva o marrón plateado. El envés suele ser de color un poco más claro, predominando los colores negruzco, gris crema pálido o blanco grisáceo. Los pelos individuales aquí suelen ser más pálidos en el pecho y más grises en el estómago. El pelaje es denso y tiene un tinte gris pizarra. En algunos casos también se produce albinismo; los individuos correspondientes tienen un color marrón claro o dorado. La cara y el mentón se acentúan con marcas de color amarillo cremoso sorprendentemente claras, a menudo mezcladas con pelo blanquecino. Las manchas se vuelven más claras hacia las mejillas, y los ojos, que quedan ocultos bajo el pelaje, destacan con manchas de color blanquecino. La almohadilla nasal coriácea mide de 9 a 10 mm de ancho y tiene esquinas romas pero distintas. Las extremidades tienen una estructura característicamente fuerte; terminan en cuatro dedos en la parte delantera y cinco en la parte posterior. Se han desarrollado fuertes garras en el antepié. La garra del dedo central (dedo III) es la más grande, con una longitud de 10 a 12 mm y un ancho basal de 3,5 a 4,6 mm, como ocurre con todos los topos dorados. En los dos dedos internos (dedos I y II) hay garras más cortas que miden de 5,5 a 7,2 mm (II) y de 3 a 4,5 mm (I) de largo. Por el contrario, la garra del dedo exterior (dedo IV) tiene una longitud muy reducida y apenas es visible. La longitud de la pata trasera es de 9 a 14 mm.  
El cráneo mide de 21,1 a 25,4 mm de largo y de 16,1 a 19,2 mm de ancho. Esto hace que parezca muy corto y ancho; el ancho más grande del cráneo corresponde alrededor del 70 al 78% de la longitud más grande del cráneo. El hocico es comparativamente más estrecho; el ancho del paladar es del 30 al 32% de la longitud mayor del cráneo. Una característica particularmente distintiva es la cabeza sorprendentemente alargada y, por lo tanto, en forma de maza del martillo en el oído medio. Con una relación largo-ancho de 3:1, es más estrecho que el topo dorado Visagies (Chrysochloris visagiei), con el que está estrechamente relacionado, cuya longitud es el doble que la anchura. La cabeza del martillo descansa en una vejiga ósea que sobresale hacia afuera en la fosa temporal. Al aumentar el tamaño del martillo, todo el hueso del oído puede alcanzar un peso de hasta 20 mg. La dentición consta de 40 dientes, la fórmula dentaria es: 
| 3.1.3.3 |
| 3.1.3.3 |

El molar más posterior suele estar presente, con la excepción de algunos animales de la Región de Namaqualand. Puede tener el diseño de un clavo o, como los molares frontales, tener un patrón de superficie de masticación de tres jorobas ( tricúspides ), la característica varía según el grado de masticación; No se produce un talónido en los molares inferiores. Toda la fila superior de dientes desde el canino hasta el último molar mide entre 5,4 y 6,7 mm de largo. 

## Distribución
El topo dorado del Cabo es endémico del suroeste de África. Su área de distribución se extiende desde la Península del Cabo en la Provincia del Cabo Occidental de Sudáfrica hacia el este a través de Cape Flats hasta Swellendam en la misma provincia y hacia el norte a lo largo de la costa atlántica hasta Port Nolloth en la Provincia del Cabo Septentrional. Tierra adentro, la especie se registra alrededor de Ceres, Worcester y Stellenbosch en el sur y alrededor de Calvinia , Garies y Kamieskroon en el norte. Toda el área de distribución cubre una superficie de 82.000 km². Se encuentra en la zona seca del suroeste de África, aunque los animales no se encuentran en las zonas muy secas del Karoo. La supuesta detección de un individuo del topo dorado del Cabo en Damaralandia en Namibia, más al norte , es probablemente una identificación errónea de la ubicación del hallazgo. La especie prefiere hábitats arenosos con diferentes tipos de vegetación. A menudo se registra en Fynbos, Succulent Karoo y Renosterveld . También penetra en paisajes culturales como jardines, parques, zonas vitivinícolas o prados. Por otro lado, es menos común en zonas rocosas, aunque algunas poblaciones también se han desarrollado en mesetas montañosas. La densidad de población puede ser bastante alta en hábitats favorables y puede alcanzar hasta cuatro individuos por hectárea . En Stellenbosch, el topo dorado del Cabo coexiste con el topo dorado fynbos (Amblysomus corriae), pero prefiere paisajes más secos.   